# 久米惣七
久米 惣七（くめ そうしち）は、徳島県出身の郷土史家。歴史学者。人形研究家。新聞記者。人形浄瑠璃「阿波人形芝居」の研究家の第一人者として有名であった。その功績が称えられ、1992年（平成4年）に徳島県文化賞を受賞。

## 著書

### 単著
- 『阿波の浄るり人形 人形のできるまで』東京民芸協会、1957年6月。
- 『祖谷の神代踊』東京民芸協会、1957年6月。
- 『阿波の面劇 ただ一人残る岩佐伊平芸談』東京民芸協会、1969年2月。
- 『阿波の駄菓子 貴重な職人まだ健在』東京民芸協会、1972年1月。
- 『阿波の人形師』徳島市中央公民館〈徳島市民双書 7〉、1973年3月。
- 『阿波と淡路の人形芝居』教育出版センター、1978年10月。
- 『人形師天狗屋久吉芸談』創思社、1979年7月。
- 阿波木偶制作保存会 編『阿波の人形師と人形芝居総覧』創思社、1988年5月。

### 共編
- 久米惣七・原三正・今市正義共 編『祖谷 阿波の平家部落』祖谷刊行会、1956年1月。